# SD Compostela
Az SD Compostela, teljes nevén Sociedad Deportiva Compostela egy spanyol labdarúgócsapat. A klubot 1962-ben alapították, jelenleg regionális bajnokságban szerepel.

## Története
A relatíve új klubot 1962-ben hozták létre. Egy évvel később már a Tercera Divisiónban szerepelt. 1977-ben, a Segunda B, vagyis az új harmadosztály létrejöttekor ebben az osztályban játszott. 1980-tól újabb hat szezont töltött itt el, majd kiesett. 1989-től két év alatt két osztályt ugrott, 1991-ben már a másodosztályban szerepelt. 1994-től négy idényt játszott az első osztályban is, 2002 óta ingázik a másod-, a harmad-, a negyedosztály és a regionális ligák között.

## Statisztika
| Szezon  | Osztály    | Poz. | Copa del Rey |
| ------- | ---------- | ---- | ------------ |
| 1962/63 | Regionális | —    |              |
| 1963/64 | 3ª         | 1.   | -            |
| 1964/65 | 3ª         | 2.   | -            |
| 1965/66 | 3ª         | 4.   | -            |
| 1966/67 | 3ª         | 3.   | -            |
| 1967/68 | 3ª         | 2.   | -            |
| 1968/69 | 3ª         | 3.   | -            |
| 1969/70 | 3ª         | 10.  | 2. kör       |
| 1970/71 | Regionális | —    |              |
| 1971/72 | 3ª         | 11.  | 1. kör       |
| 1972/73 | 3ª         | 18.  | 2. kör       |
| 1973/74 | Regionális | —    |              |
| 1974/75 | Regionális | —    |              |
| 1975/76 | Regionális | —    |              |
| 1976/77 | 3ª         | 9.   | 2. kör       |
| 1977/78 | 2ªB        | 18.  | 1. kör       |
| 1978/79 | 3ª         | 12.  | 1. kör       |

| Szezon  | Osztály | Poz. | Copa del Rey |
| ------- | ------- | ---- | ------------ |
| 1979/80 | 3ª      | 1.   | 3. kör       |
| 1980/81 | 2ªB     | 7.   | 2. kör       |
| 1981/82 | 2ªB     | 15.  | 2. kör       |
| 1982/83 | 2ªB     | 11.  | -            |
| 1983/84 | 2ªB     | 14.  | 1. kör       |
| 1984/85 | 2ªB     | 15.  | -            |
| 1985/86 | 2ªB     | 18.  | -            |
| 1986/87 | 3ª      | 6.   | -            |
| 1987/88 | 3ª      | 4.   | 1. kör       |
| 1988/89 | 3ª      | 3.   | -            |
| 1989/90 | 3ª      | 1.   | -            |
| 1990/91 | 2ªB     | 3.   | 3. kör       |
| 1991/92 | 2ª      | 8.   | 5. kör       |
| 1992/93 | 2ª      | 12.  | 5. kör       |
| 1993/94 | 2ª      | 3.   | 4. kör       |
| 1994/95 | 1ª      | 16.  | 4. kör       |
| 1995/96 | 1ª      | 10.  | Nyolcaddöntő |

| Szezon  | Osztály    | Poz. | Copa del Rey |
| ------- | ---------- | ---- | ------------ |
| 1996/97 | 1ª         | 11.  | Nyolcaddöntő |
| 1997/98 | 1ª         | 17.  | 3. kör       |
| 1998/99 | 2ª         | 8.   | 2. kör       |
| 1999/00 | 2ª         | 18.  | Negyeddöntő  |
| 2000/01 | 2ª         | 19.  | 3. kör       |
| 2001/02 | 2ªB        | 3.   | 1. kör       |
| 2002/03 | 2ª         | 9.   | 1. kör       |
| 2003/04 | 2ªB        | 19.  | 2. kör       |
| 2004/05 | Pref. Aut. | —    |              |
| 2005/06 | Pref. Aut. | 14.  |              |
| 2006/07 | Pref. Aut. | 3.   |              |
| 2007/08 | Pref. Aut. | 1.   |              |
| 2008/09 | 3ª         | 1.   |              |
| 2009/10 | 2ªB        | 20.  | 1. kör       |
| 2010/11 | Pref. Aut. | —    |              |

## Ismertebb játékosok
| - Albert Stroni - Miguel D'Agostino - Matías Biscay - Juan Vojvoda - Kosta Salapasidis - Vladimir Gudelj - Fabiano - Maurício - William - Adriano - Ricardo Lima - Luboszlav Penev - Dragan Skočić - Bent Christensen - Franck Passi - Virgilio - Jean-François Hernandez - Stéphane Pignol - Saïd Chiba - Juan Viedma - René Ponk | - Martin Wolfswinkel - Peter Hoekstra - Christopher Ohen - Festus Agu - Daniel Baston - Dmitrij Popov - Dmitrij Radcsenko - Al Hagie Sagna - Goran Saula - Zoran Marić - Javier Bellido - Nando - Pablo Coira - Pablo Pinillos - Tomás Reñones - Maikel - Changui - Romano Sion - Oscar Ferro - José Ramón |